# District de Hoshiarpur
Le district de Hoshiarpur est un des 22 districts de l'État indien du Pendjab.